# Zundert
Zundert é uma cidade da província de Brabante do Norte, nos Países Baixos. É um dos municípios com maior participação na agricultura do país, contando com o cultivo de morangos e diversas outras frutas e plantas.
Foi em Zundert que o famoso pintor Vincent van Gogh nasceu.
Na cidade acontece anualmente o Bloemencorso, um desfile de carros alegóricos feitos de flores.